# Corrent de Groenlàndia Oriental

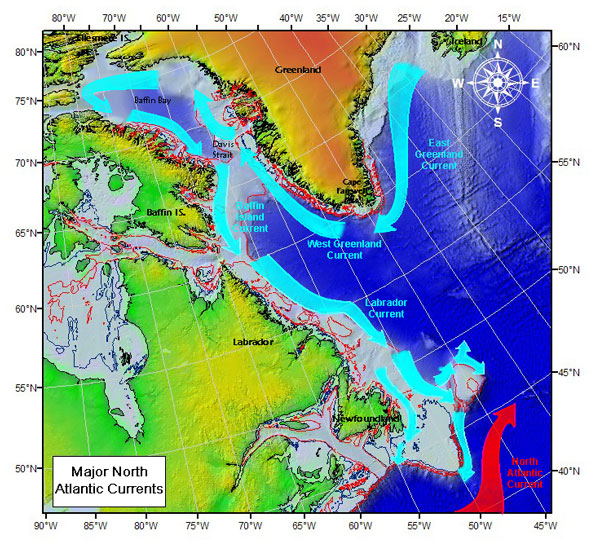
Corrent Oriental de Groenlàndia

El Corrent de Groenlàndia Oriental (EGC) és un corrent oceànic fred i de baixa salinitat que s'estè des de l'Estret de Fram (~80° N) a Cap Farewell (~60° N). El corrent es localitza al litoral de la costa est de Groenlàndia al llarg del marge continental de Groenlàndia.
Aquest corrent és d'importància principal perquè connecta directament l'Àrtic amb l'Atlàntic nord, és un dels que més contribueixen a exportar gel fora de la zona Àrtica, i s'hi diposita molta de l'aigua dolça de l'Àrtic.

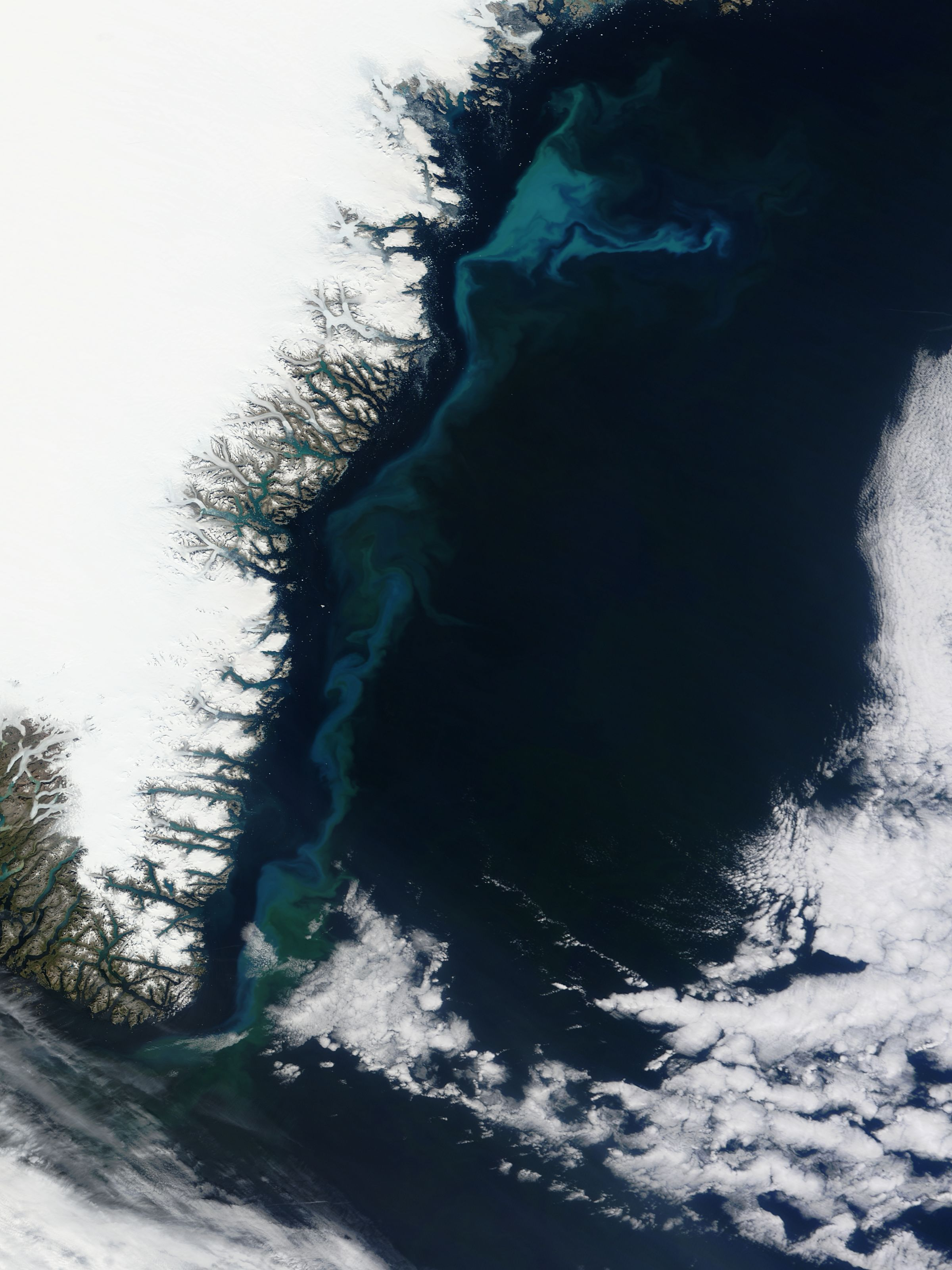
Imatge de fitoplàncton que prolifera a l'est de Groenlàndia. La floració combina matisos de color blau fosc, turquesa i verd, creats per diferents espècies de fitoplàncton que creixen a les aigües fredes i riques en nutrients. Probablement modelat pel corrent del Groenlàndia Oriental, la floració s'estén al llarg de la costa sud-est de Groenlàndia.

## Propietats de l'aigua
Aquest corrent es compon d'una mescla de tres tipus de masses d'aigua: polar, atlàntica i aigua profunda. Els primers 150 metres des de la superfície es consideren que són de massa d'aigua polar, freda i de baixa salinitat. Típicament la temperatura de la massa d'aigua polar es troba entre el 0° i –1.7 °C (punt de congelació de l'aigua marina baixa en salinitat). La capa de sota és de massa d'aigua atlàntica que arriba fins als 1000 metres de fondària, té la temperatura relativament més alta (per sobre de 0 °C) i l'aigua és més salina (34 a 35 psu). La capa per sota de la massa atlàntica té salinitat i temperatura relativament constant, arriba fins al fons de l'oceà. La temperatura d'aquesta capa està per sota de zero graus i la salinitat al voltant de 34,9 psu.

## Moviment
El moviment general d'aquest corrent és cap al sud. És bastant fort amb mitjanes anuals de velocitat de 6–12 cm/s a la part superior del corrent (<500 m) amb màxims interanuals de 20–30 cm/s.

## Exportació de gel àrtic

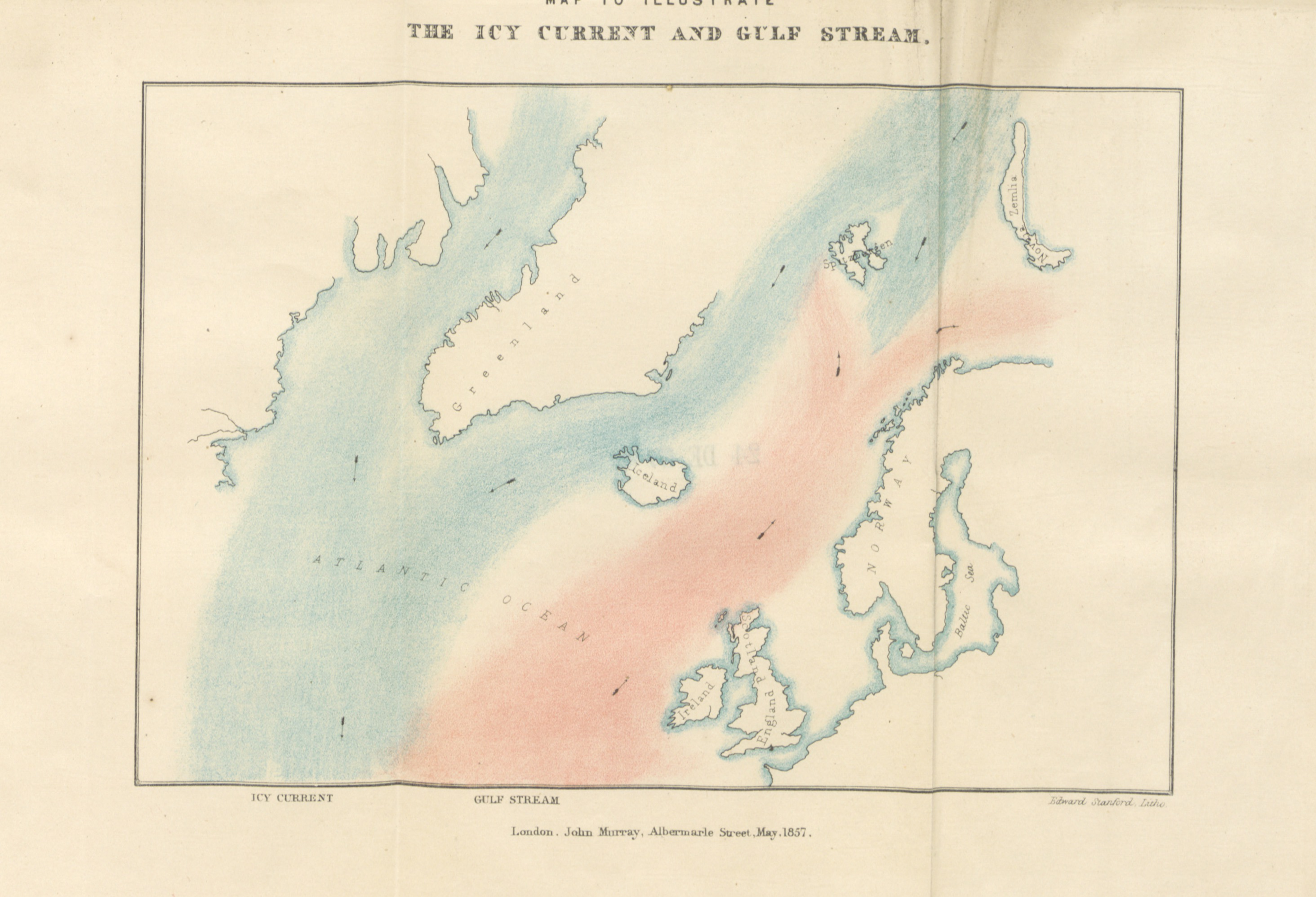
Llibre "Letters from Hight Latitudes". Representació de les costes de Canadà, Groenlàndia, Islàndia, Spitzbergen i Europa amb l'extensió dels corrents coneguts i llurs trajectòries i sentits.

S'estima que el 90% del gel exportat per l'Àrtic el condueix aquest corrent. El volum de gel exportat depèn de diverses variables atmosfèriques (vent, temperatura. etc.) i variables oceàniques i dinàmiques. El flux màxim de gel exportat va d'octubre a desembre i el mínim de gener a març. El volum exportat varia entre els anys, pot ser de 5000 km³/any o de menys de 1000 km³/any.

## Viatges històrics a la zona del corrent
El funcionari del govern d'Anglaterra Frederick Hamilton-Temple-Blackwood (Marquès de Dufferin
i Ava) va explorar els mars del nord a bord de la goleta Foam; va visitar Islàndia (Reykjavic) els grans Guèisers, Hammerfest, Þingvellir i Spitzbergen. Una sèrie de cartes van servir de base per escriure el llibre de viatges Letters From High Latitudes. Com a annex d'una de les edicions del seu conegut llibre, hom troba un mapa amb el caràcter de dos extensos corrents, un d'ascendent, càlid i un altre descendent, fred.